# Tommy Bonnesen
Tommy Bonnesen, född 27 mars 1873, död 14 mars 1935, var en dansk matematiker.
Bonnesen var rektor vid Østre Borgerdydskole i Köpenhamn 1906-1918 och blev därefter professor i geometri vid Polyteknisk læreanstalt. Bland Bonnesens geometriska undersökningar märks en ny elementär behandling av det isometriska problemet och bidrag till de konvexa kropparnas teori. Bonnesen har utgett Les problèmes des isopérimètres et des isépiphanes (1929) och Theorie der konvexen Körper (1934, tillsammans med W. Frenchel).